# St. Peter und Paul (Eckarts)

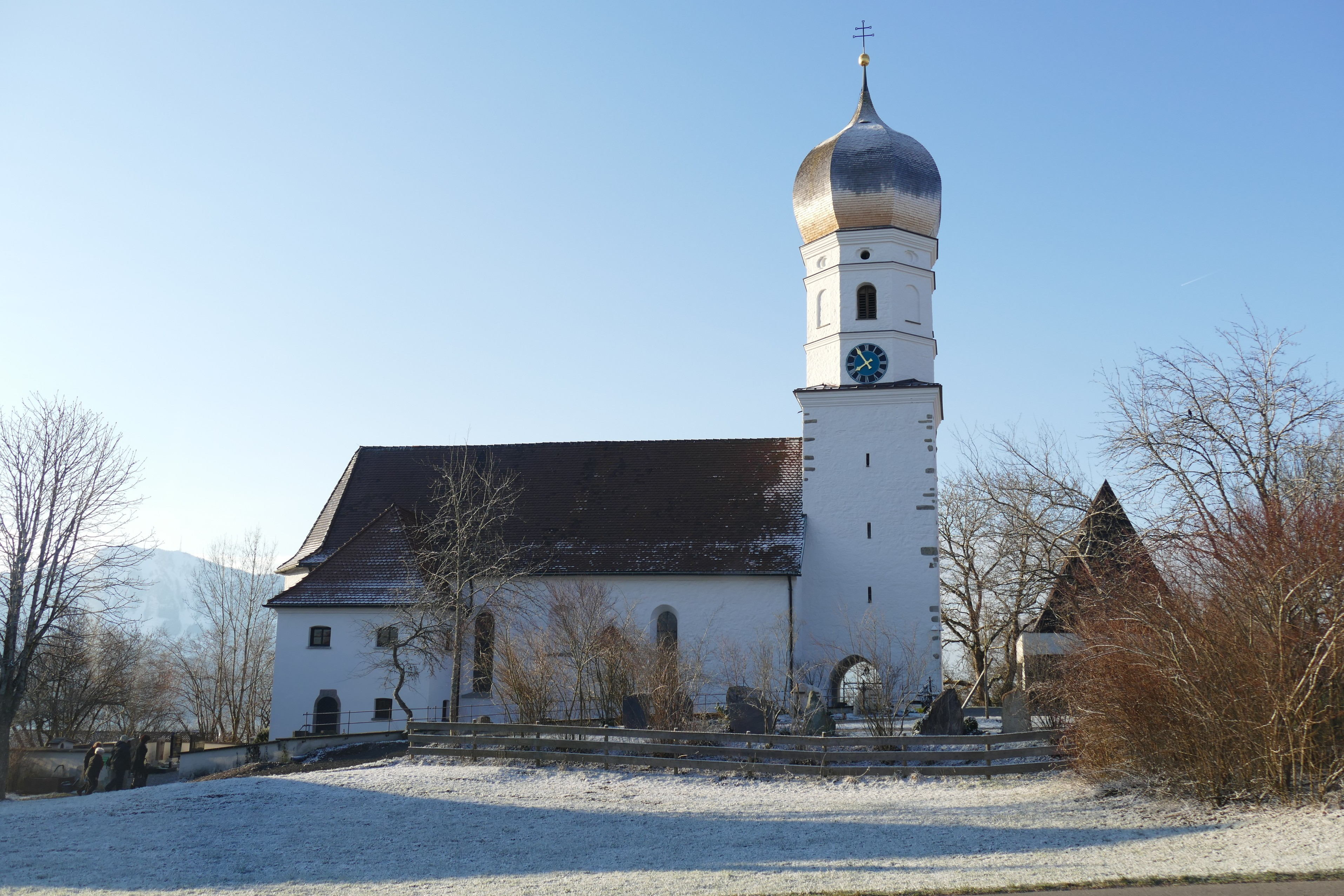
St. Peter und Paul

St. Peter und Paul ist eine römisch-katholische Pfarrkirche aus dem späten 14. oder 15. Jahrhundert im Dorf Eckarts, einem Stadtteil von Immenstadt im Allgäu im Landkreis Oberallgäu (Bayern).

## Geschichte

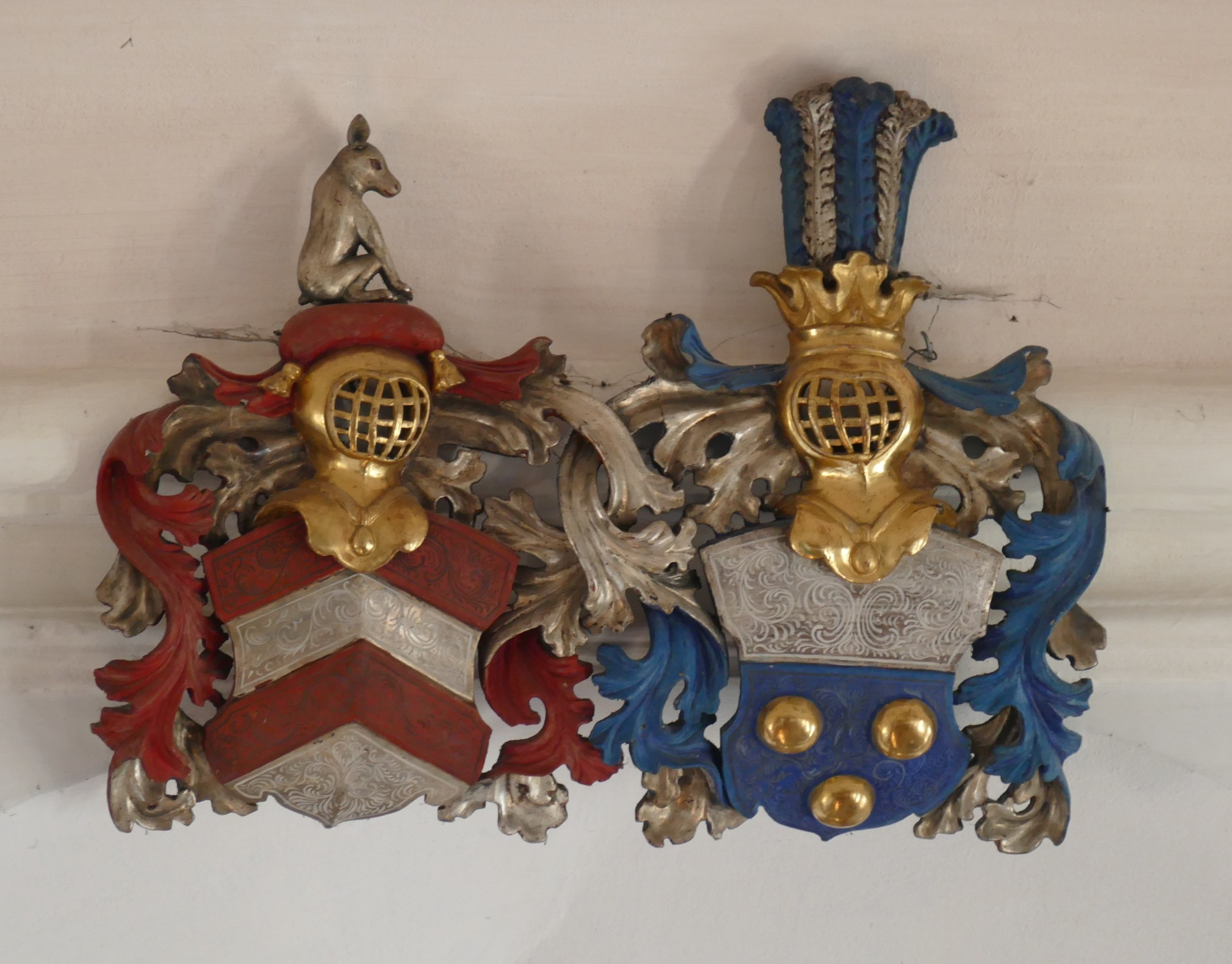
Wappen über dem Chorbogen

Eggehartz wird 1275 erstmals als Pfarrei mit Kirche genannt. Vermutlich handelt es sich bei dieser Kirche um einen (hölzernen) Vorgängerbau für die 1353 taxierten acht Wohnungen in der kleinen Ansiedlung. Nach einer Belagerung 1457 hatte der Grundherr, der ursprünglich in der Gefolgschaft des Stiftes Kempten war, seine Herrschaft dem Haus Österreich unterstellt.
Spätestens in der zweiten Hälfte des 14. Jahrhunderts bezogen die Herren von Werdenstein ihre neue Burg und erbauten im 15. Jahrhundert die spätgotische Kirche in den heutigen Form, wie ein Meisterzeichen mit Jahreszahl 1483 dokumentiert. An die Erbauer Georg d. Ä. von Werdenstein (1425–1475) und seine Gemahlin Juliana von Freiberg (geb. 1444) erinnert das Wappen im Chorbogen.
Umgestaltungen im Rokoko rundeten die vorher spitzbogigen Fenster der Südseite und schufen drei neue Fenster auf der Nordseite. Im Schiff musste die gotische Täfeldecke einer geputzten Flachdecke mit Gemälden weichen. Gotische Fresken wurden übermalt und bei einer Renovierung im 20. Jahrhundert wiederentdeckt, aber aus Kostengründen und stilistischen Gründen nicht freigelegt.
In der Kirche befindet sich die (nicht zugängliche) Gruft des Adelsgeschlechtes.

## Beschreibung

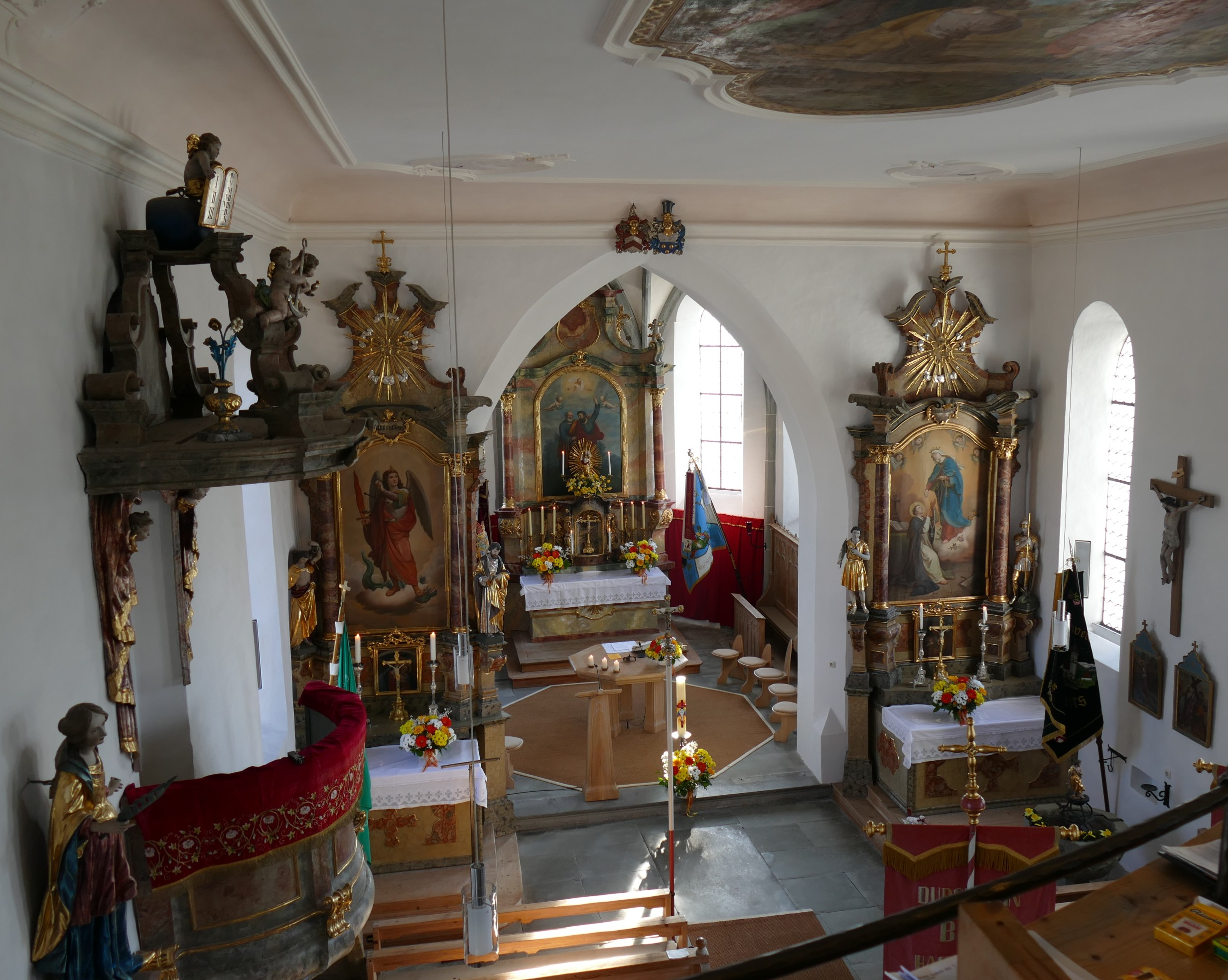
Innenraum

Die Pfarrkirche ist ein Saalbau mit eingezogenem Chor. Das Langhaus stammt wohl aus dem 14./15. Jahrhundert, der Chor um 1475 bis 1483. Im Kirchenschiff dominieren die barocken Elemente der Umgestaltung von der Mitte des 18. Jahrhunderts.

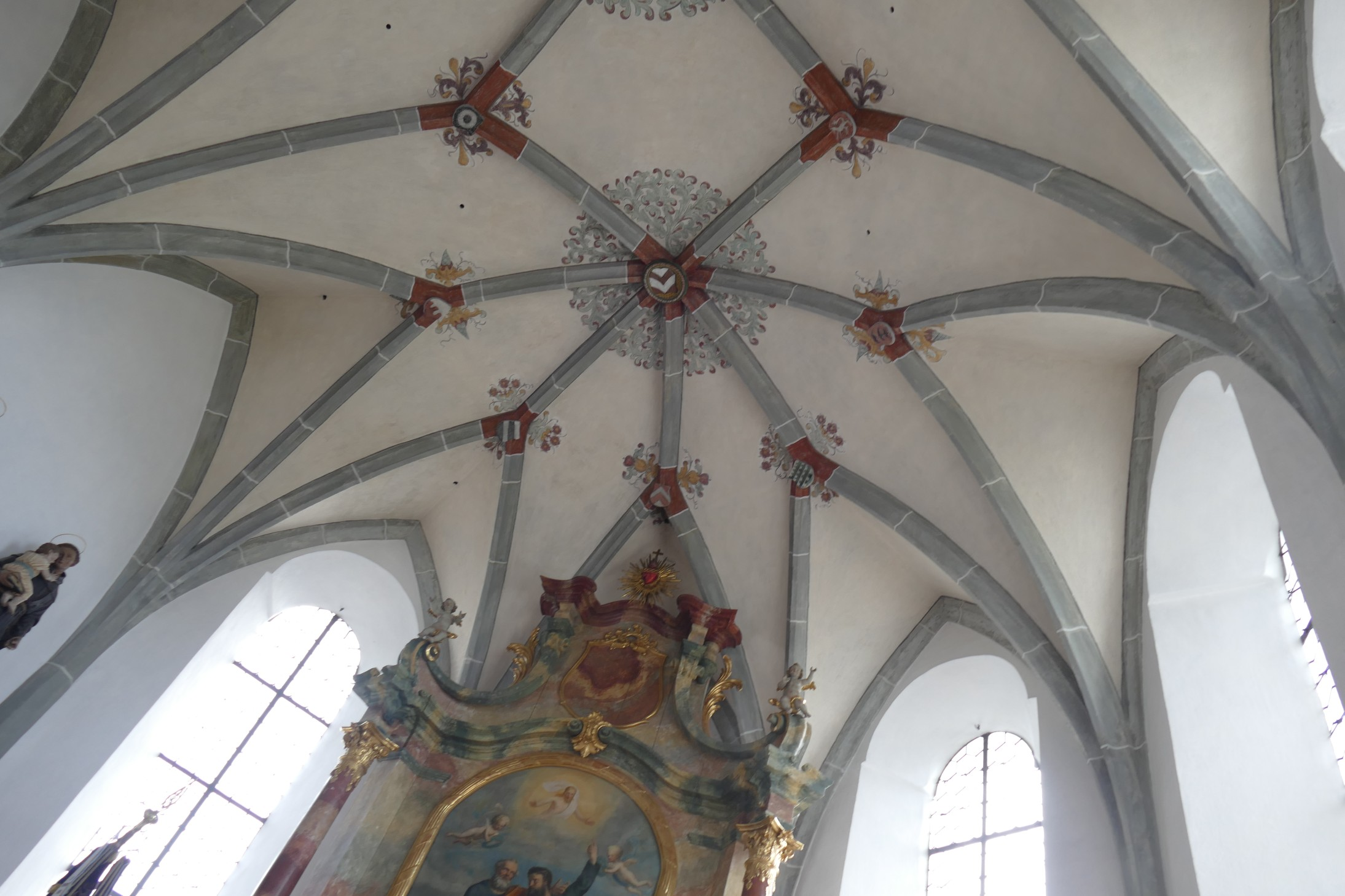
Kreuzrippengewölbe im Chor

Der Chor ist mit einem prachtvollen Kreuzrippengewölbe mit Rankenbemalung ausgestaltet. Um die Allianzwappen auf den Schlusssteinen gruppieren sich die Wappen der weiblichen Vorfahren.
Der westliche Turm war ursprünglich rechteckig mit Satteldach. Er wurde im 17. Jahrhundert teilweise abgetragen und ein achteckiger Oberbau mit Uhr und Zwiebelhaube aufgesetzt. Die größte Glocke im Turm stammt aus Memmingen aus dem Jahr 1662, sie hat einen eine Minute lang anhaltenden Nachklang, der von Kennern bewundert wird.

## Ausstattung
Die Ausstattungsliste nennt gemalte gotische Schreinaltäre eine „seltene Kostbarkeit“. Ebenfalls aus gotischer Zeit ist das achteckige Taufbecken aus Sandstein.

Figuren der hl. Barbara (Vordergrund) und Katharina, spätes 17. Jahrhundert

Seit über dreihundert Jahren blicken zwei hölzerne Figuren der heiligen Barbara und Katharina auf die Gemeinde, sie gehören zu den 14 Nothelfern.
Die marmorierten Holzaufbauten der Seitenaltäre entstanden um 1740. Die ursprünglichen Altarbilder und reich vergoldeten Heiligenfiguren befinden sich in München. Aus dieser Zeit stammt auch die Kanzel. Sie wurde in eine dazu verschlossene Fensternische gesetzt. Die Putten im Schalldeckel tragen die Gebotstafeln und Symbole der göttlichen Tugenden (Kreuz, Anker, Herz).
Für den Hochaltar wurden Teile eines Altars aus dem 18. Jahrhundert aus einer aufgelassenen Kirche verwendet.
Von dem zuvor neugotischen Hochaltar des 19. Jahrhunderts, geschaffen vom Eckartser Schreinermeister Ludwig Graf, stammen noch die Figuren der Kirchenpatrone Petrus und Paulus an der Südwand des Kirchenschiffs. Von der neugotischen Ausstattung sind noch der Beichtstuhl, die Kommunionbank, eine kleine Kniebank und die Chorbank erhalten.

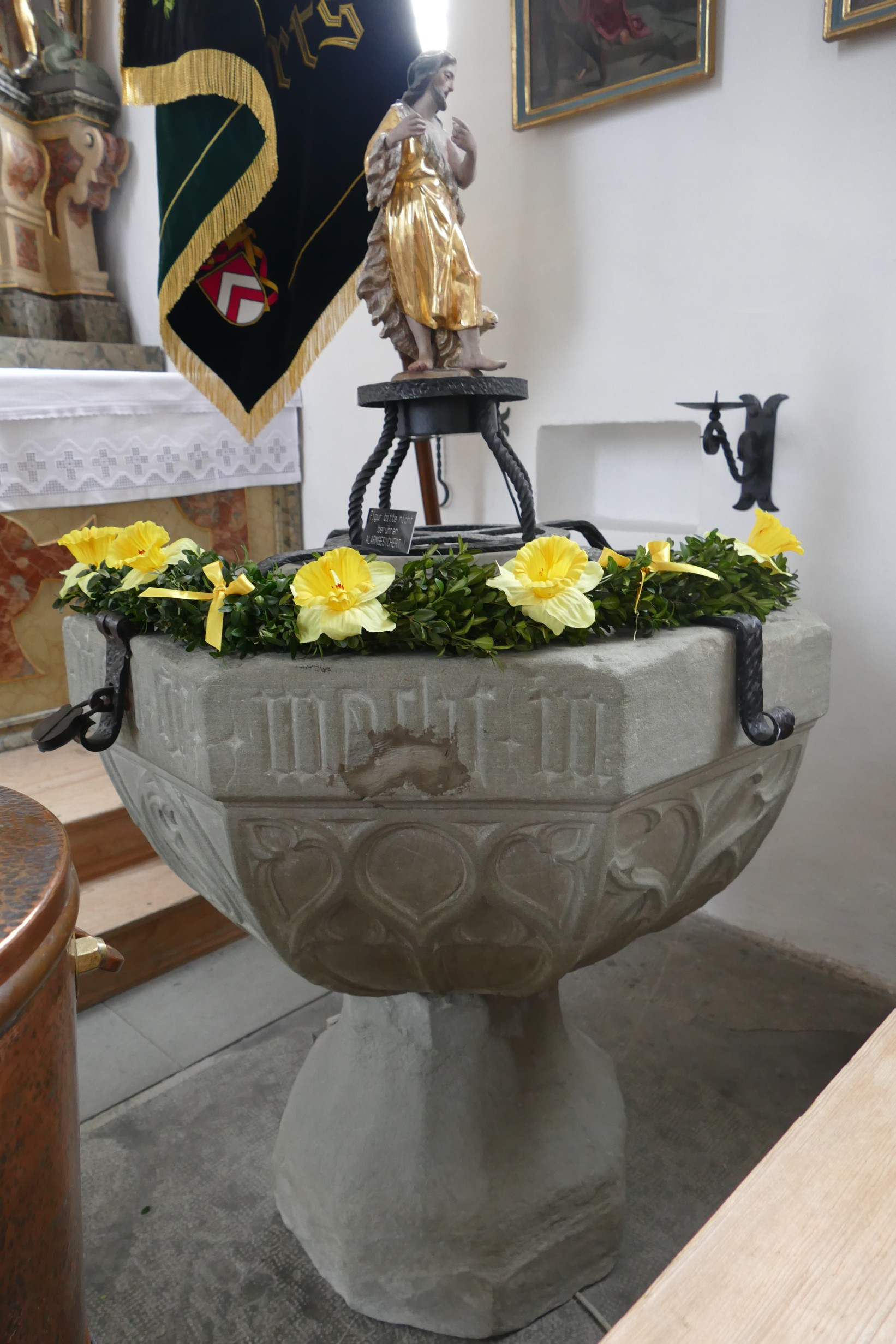
Gotisches Taufbecken mit Minuskelschrift aus der Bauzeit der Kirche
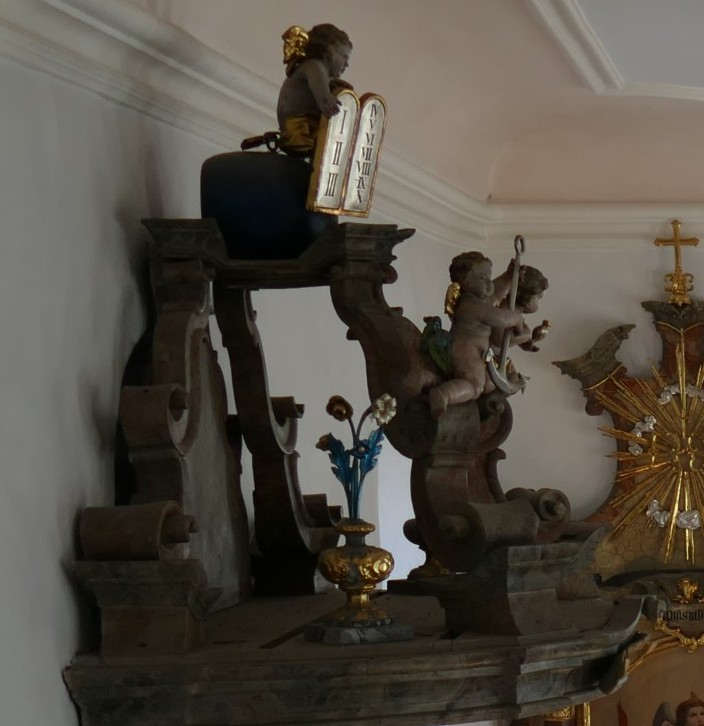
Putten auf dem Schalldeckel der Kanzel